# Arthur Sjöberg
Arthur Sjöberg, en svensk friidrottare (stående längdhopp). Han tävlade för klubben SoIK Hellas och vann SM i stående längdhopp år 1922. 